# NGC 6589
NGC 6589 est une nébuleuse par réflexion située dans la constellation du Sagittaire. Cette nébuleuse a été découverte par l'astronome américain Truman Henry Safford en 1867. Cette nébuleuse a aussi été observée par l'astronome américain Edward Barnard en aout 1905 et elle a été inscrite à l'Index Catalogue sous la désignation IC 4690.

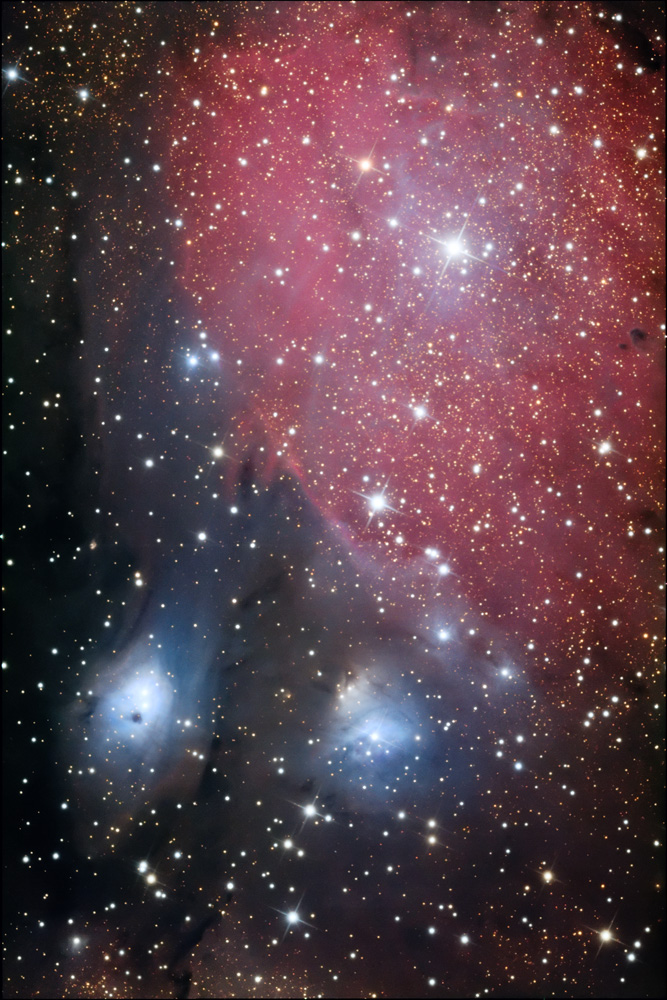
Les nébuleuses bleutées par réflexion NGC 6589 à gauche, NGC 6590 (NGC 6595) à droite et la nébuleuse rougeâtre en émission IC 1284 par le télescope spatial Hubble.

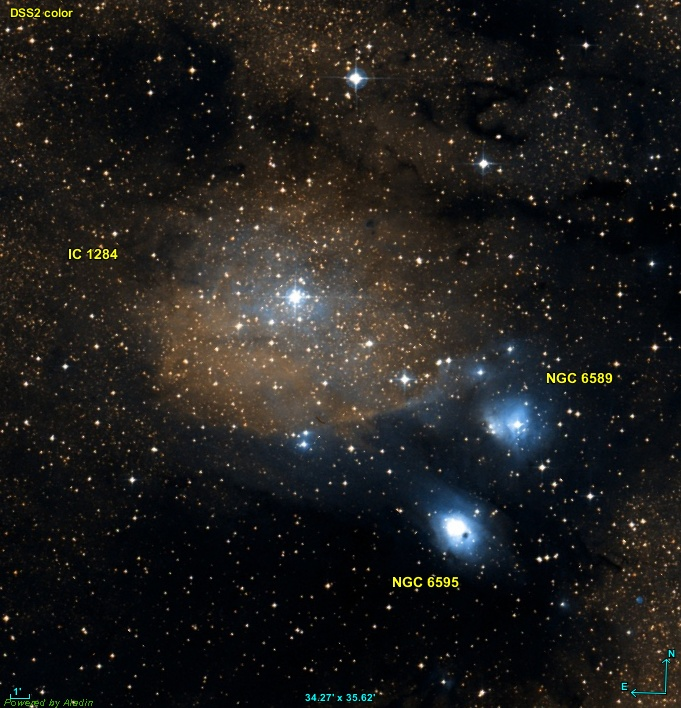
Autre image de la région de NGC 6589 par le relevé DSS.